# فتح حيفا (1265)
في عام 1265، استطاع جيش المماليك بقيادة الملك الظاهر بيبرس استرداد حيفا بفلسطين، ودمر حصونها الصليبية التي أعاد بناءها ملك فرنسا لويس التاسع، كما قام بتدمير حامياتها ومنازلها المُحدَثة لمنع الصليبيين الأوروبيين من العودة.